# 龍田峻次

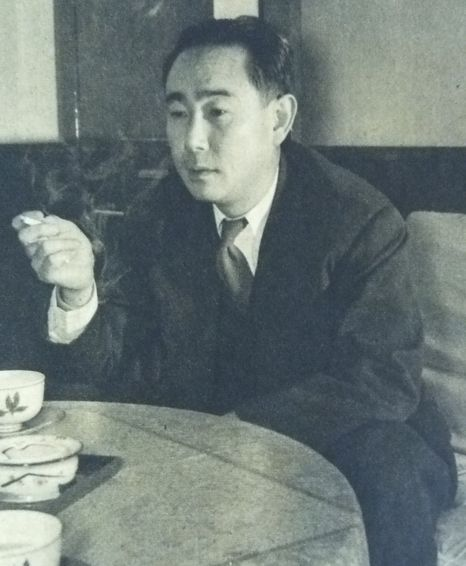
1955年

龍田 峻次（たつた しゅんじ、1914年12月23日 - 1991年1月1日）は、北海道小樽市出身の元スキージャンプ選手。「竜田」という表記もあり。

## 来歴
旧制小樽中学（現：北海道小樽潮陵高等学校）を経て、早稲田大学専門部商科卒業。
1936年のガルミッシュパルテンキルヒェンオリンピックに出場し、73.5m、77.0mを飛ぶがいずれも転倒、46位に終わる。2本目の77.0mはこの大会最長の飛距離だった。
引退後はスコーバレー・グルノーブル両オリンピックでスキーチームの監督をつとめ、その後も全日本スキー連盟の常任理事を務めるなど、スキー界に携わった。実弟の龍田鳳三も元ジャンパーでスキー連盟常任理事などを歴任。